# Strikeforce: Barnett vs. Cormier
Strikeforce: Barnett vs. Cormier foi um evento de artes marciais mistas promovido pelo Strikeforce, ocorrido em 19 de maio de 2012 no HP Pavilion em San Jose, California.

## Background
Nate Marquardt era esperado para enfrentar Tyron Woodley nesse evento pelo Cinturão Vago Meio Médio do Strikeforce. Mas o confronto foi passado para o Strikeforce: Rockhold vs. Kennedy, onde Marquardt venceu por nocaute no quarto round.

## Resultados
^ a: Final do GP de Pesados.

^ b: Pelo Cinturão Peso Leve do Strikeforce.

^ c: Cavalcante havia vencido por finalização; Testou positivo para estanozolol no antidoping.

## Torneio dos pesados
|  | Quartas de final  | Quartas de final |                   |     | Semifinais | Semifinais |  |  | Final | Final |
|  |                   |                  |                   |     |            |            |  |  |       |       |
|  |                   |                  |                   |     |            |            |  |  |       |       |
|  |                   |                  |                   |     |            |            |  |  |       |       |
|  | Fedor Emelianenko | 2                |                   |     |            |            |  |  |       |       |
|  | Fedor Emelianenko | 2                |                   |     |            |            |  |  |       |       |
|  | Antônio Silva     | TKO              |                   |     |            |            |  |  |       |       |
|  | Antônio Silva     | TKO              | Antônio Silva     | 1   |            |            |  |  |       |       |
|  |                   |                  | Antônio Silva     | 1   |            |            |  |  |       |       |
|  |                   | Daniel Cormier** | KO                |     |            |            |  |  |       |       |
|  | Alistair Overeem  | Daniel Cormier** | KO                | DU  |            |            |  |  |       |       |
|  | Alistair Overeem  |                  |                   | DU  |            |            |  |  |       |       |
|  | Fabrício Werdum   | 3                |                   |     |            |            |  |  |       |       |
|  | Fabrício Werdum   | 3                | Daniel Cormier    | DU  |            |            |  |  |       |       |
|  |                   |                  | Daniel Cormier    | DU  |            |            |  |  |       |       |
|  |                   | Josh Barnett     | 5                 |     |            |            |  |  |       |       |
|  | Andrei Arlovski   | Josh Barnett     | 5                 | 1   |            |            |  |  |       |       |
|  | Andrei Arlovski   |                  |                   | 1   |            |            |  |  |       |       |
|  | Sergei Kharitonov | KO               |                   |     |            |            |  |  |       |       |
|  | Sergei Kharitonov | KO               | Sergei Kharitonov | 1   |            |            |  |  |       |       |
|  |                   |                  | Sergei Kharitonov | 1   |            |            |  |  |       |       |
|  |                   | Josh Barnett     | FIN               |     |            |            |  |  |       |       |
|  | Josh Barnett      | Josh Barnett     | FIN               | SUB |            |            |  |  |       |       |
|  | Josh Barnett      |                  |                   | SUB |            |            |  |  |       |       |
|  | Brett Rogers      | 2                |                   |     |            |            |  |  |       |       |
|  | Brett Rogers      | 2                |                   |     |            |            |  |  |       |       |

** = Daniel Cormier substituiu Alistair Overeem, quando este teve o contrato absorvido UFC.